# L'Espion qui m'a larguée
Pour plus de détails, voir Fiche technique et Distribution.
L'Espion qui m'a larguée (The Spy Who Dumped Me) ou L'Espion qui m'a dompée au Québec, est un film américain réalisé par Susanna Fogel sorti en 2018.
Audrey découvre que son ex-petit-ami est en réalité un espion international avec des tueurs à ses trousses. Quand Audrey et sa meilleure amie Morgan se retrouvent avec deux cadavres chez elles, c'est la panique ! Elles décident de fuir, en prenant avec elles une clé USB apparemment très convoitée.

## Synopsis
À Los Angeles, la caissière Audrey Stockton passe son anniversaire en colère après avoir été larguée, par SMS, par son petit ami Drew. Sa meilleure amie et colocataire, Morgan, la convainc de brûler les affaires de Drew et lui envoie un texto à l’avance. À l'insu d'Audrey, Drew est un agent du gouvernement poursuivi par des hommes qui tentent de le tuer. Il promet de revenir et demande à Audrey de ne pas brûler ses affaires d'ici là.
Au travail, Audrey flirte avec un homme qui lui demande de le raccompagner à sa voiture. Elle est forcée de monter dans une camionnette. À l'intérieur, l'homme se présente comme étant Sebastian Henshaw et révèle que Drew, qui travaille pour le CIA, est porté disparu. Audrey affirme ne pas avoir eu de nouvelles de Drew et est autorisée à rentrer chez elle. Drew se présente pour récupérer ses biens, notamment un trophée de football. Des personnes commencent à leur tirer dessus et Drew dit à Audrey que si quelque chose lui arrivait elle devait se rendre dans un certain café de Vienne et remettre le trophée à son contact. Drew est alors apparemment assassiné par un homme que Morgan avait rencontré auparavant au bar, qui est ensuite précipité du balcon par Morgan.
Morgan convainc Audrey d'aller à Vienne. Au café, Sebastian apparaît et demande le trophée sous la menace d'une arme. Audrey le lui remet à contrecœur avant que tout le café ne soit attaqué. Audrey et Morgan s'enfuient, poursuivies par des motocyclistes. Audrey révèle qu'elle a toujours le trophée de Drew depuis qu'elle l'a échangé contre l'un des nombreux leurres achetés. Elles montent dans un train pour Prague et découvrent que le trophée contient une clé USB d'une importance cruciale. Morgan appelle ses parents qui lui disent qu'ils peuvent rester à Prague avec Roger, un ami de la famille.
Audrey et Morgan se rendent à l'appartement, mais réalisent rapidement que Roger est en fait un espion qui a tué le vrai Roger et drogué les deux femmes. Audrey tente de forcer Morgan à avaler la clé USB. Quand cela échoue, Audrey dit à ses ravisseurs qu'elle l'a jetée dans les toilettes.
Les deux femmes se réveillent dans un centre de gymnastique abandonné, sur le point d'être torturées par Nadejda, une gymnaste et assassin russe, formée par un couple de personnes âgées qui s'étaient auparavant fait passer pour les parents de Drew. Audrey et Morgan sont sauvées par Sebastian, qui a enfreint l'ordre officiel de ne pas les aider. Il les amène à la rencontre de sa patronne à Paris, où elles racontent encore une fois à la CIA et au MI6 que la clé USB a été jetée aux toilettes. Les deux femmes reçoivent des billets pour l'Amérique et Sebastian est mis en congé.
De retour à l'aéroport, Sebastian explique que les "parents" de Drew sont en réalité des criminels notoires. Drew était en train de négocier discrètement avec eux pour vendre la clé USB et Audrey se présenta avec sa couverture officielle. Audrey avoue qu'elle a caché la clé USB dans son vagin. Lorsque Sebastian est incapable de déchiffrer les informations, Morgan appelle Edward Snowden - qui était amoureux d'elle en camp d'été - et il les aide à pirater la clé.
Le trio se rend dans un hôtel à Amsterdam où il est attaqué par un agent de la CIA, auparavant associé de Sebastian, Duffer. Celui-ci veut vendre la clé. Ils sont sauvés par leur camarade de chambre de l'auberge, qui pense qu'ils étaient sur le point d'être cambriolés et tue Duffer. Audrey prend le téléphone de Duffer lorsqu'il sonne et accepte de vendre la clé lors d'une soirée privée à Berlin. Pour se rendre à la fête, Audrey et Sebastian se déguisent : Sebastian en ambassadeur du Canada, Audrey serait son épouse, tandis que Morgan prétendrait être membre du Cirque du Soleil pour un spectacle. Sebastian est attaqué tandis que Morgan est opposée à Nadejda sur un trapèze d'acrobate, qu'elle tue finalement en la jetant sur un plateau rempli d'aiguilles acérées. Pendant ce temps, Audrey va à la rencontre de son mystérieux contact et trouve Drew, toujours en vie. Drew agit avec suspicion et fouille dans son sac à main pour trouver la clé. Sebastian arrive, pris en otage par les "parents" de Drew. Après une brève discussion, les "parents" de Drew sont fusillés par leur "fils", laissant Sebastian et Drew, qui s'accusent mutuellement d'avoir tenté de blesser Audrey. Drew tire ensuite sur Sebastian et Audrey fait semblant d'être heureuse, avant de saisir l'arme de Drew. Ce dernier tente d'attaquer Audrey, qui lui assène un coup de pied dans l'entrejambe, puis il tombe à terre lorsque Morgan lui lance un boulet de canon décroché d'une statue. Drew est arrêté par la police berlinoise ; Audrey, Morgan et Sebastian s'éloignent.
Sebastian donne plus tard à Morgan son téléphone intraçable pour qu'elle puisse appeler ses parents et leur dire qu'elle est en vie. Au téléphone, Morgan reçoit un appel de la patronne de Sebastian lui annonçant que sa suspension est terminée. Morgan la supplie pour occuper un travail d'espion. Pendant ce temps, Sebastian et Audrey s’embrassent.
Un an plus tard, alors qu'Audrey célèbre à Tokyo son anniversaire, cette fête se révèle être un piège. Audrey et Morgan, devenues de réelles espionnes, sont en mission avec Sebastian pour arrêter un groupe de Yakuza.

## Fiche technique
Sauf indication contraire, les informations mentionnées dans cette section peuvent être confirmées par la base de données cinématographiques IMDb,  présente dans la section « Liens externes ».
- Titre original : The Spy Who Dumped Me
- Titre français : L'Espion qui m'a larguée
- Titre québécois : L'Espion qui m'a dompée
- Réalisation : Susanna Fogel
- Scénario : Susanna Fogel et David Iserson
- Musique : Tyler Bates
- Photographie : Barry Peterson
- Montage : Johnathan Schwartz
- Société de production : Imagine Entertainment
- Sociétés de distribution : Lionsgate (États-Unis), Metropolitan Filmexport (France)
- Pays d'origine :  États-Unis
- Genre : Comédie, action et espionnage
- Durée : 115 minutes
- Dates de sortie : 
  - États-Unis : 3 août 2018
  - France : 8 aout 2018

## Distribution
- Mila Kunis (VF : Marjorie Frantz ; VQ : Camille Cyr-Desmarais) : Audrey Stockton
- Kate McKinnon (VF : Marie-Laure Dougnac ; VQ : Annie Girard) : Morgan Freeman
- Sam Heughan (VF : Jimmy Redler ; VQ : Alexandre Fortin) : Sebastian Henshaw
- Hasan Minhaj (VF : Thierry D'Armor ; VQ : Kevin Houle) : Duffer
- Ivanna Sakhno (VQ : Kim Jalabert) : Nadedja
- Justin Theroux (VF : Pierre-François Pistorio ; VQ : Marc-André Bélanger) : Drew Thayer
- Gillian Anderson (VF : Danièle Douet ; VQ : Mélanie Laberge) : Wendy
- Fred Melamed (VF : Hervé Furic) : Roger
- Kev Adams (VF : Alexis Tomassian ; VQ : Gabriel Lessard) : Lukas, le chauffeur de taxi
- Justine Wachsberger (VF : elle-même) : une Française

 Source et légende : version française (VF) sur RS Doublage

## Accueil

### Box office
En France, le film sort le 8 août 2018 dans 349 salles et réalise 15 893 entrées le premier jour. En une semaine, il cumule 99 529 entrées. Il termine sa carrière en salles après 5 semaines avec 156 680 spectateurs.